# Kunsthalle Mannheim
Kunsthalle Mannheim är ett konstmuseum i Mannheim i Baden-Württemberg. Det grundades 1907. 
I samlingen ingår omkring 2 150 målningar, 840 skulpturer och 33 000 andra verk såsom teckningar, akvareller och grafiska verk, mestadels från 1800-talet och 1900-talet. Bland representerade målare finns Caspar David Friedrich, Johan Christian Dahl, Édouard Manet, Alfred Sisley, Théodore Géricault, Eugène Delacroix, Camille Pissarro, Paul Cézanne, Hans von Marées, Carl Schuch, Oskar Kokoschka, Christian Rohlfs, Erich Heckel, Karl Schmidt-Rottluff, Edvard Munch, August Macke, Robert Delaunay, Otto Dix, Max Beckmann, George Grosz och Francis Bacon.

## Samling

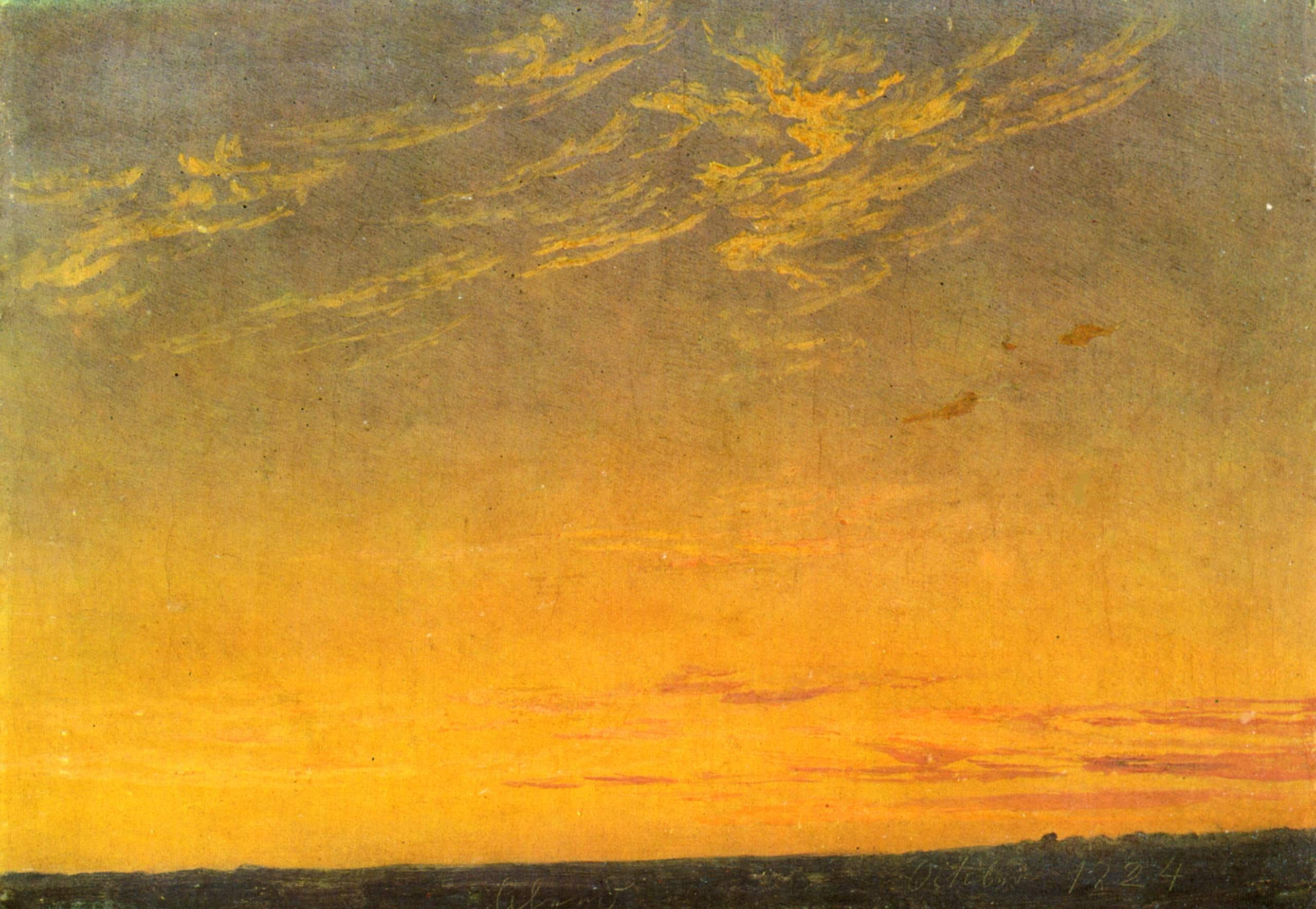
Caspar David Friedrich, 1824
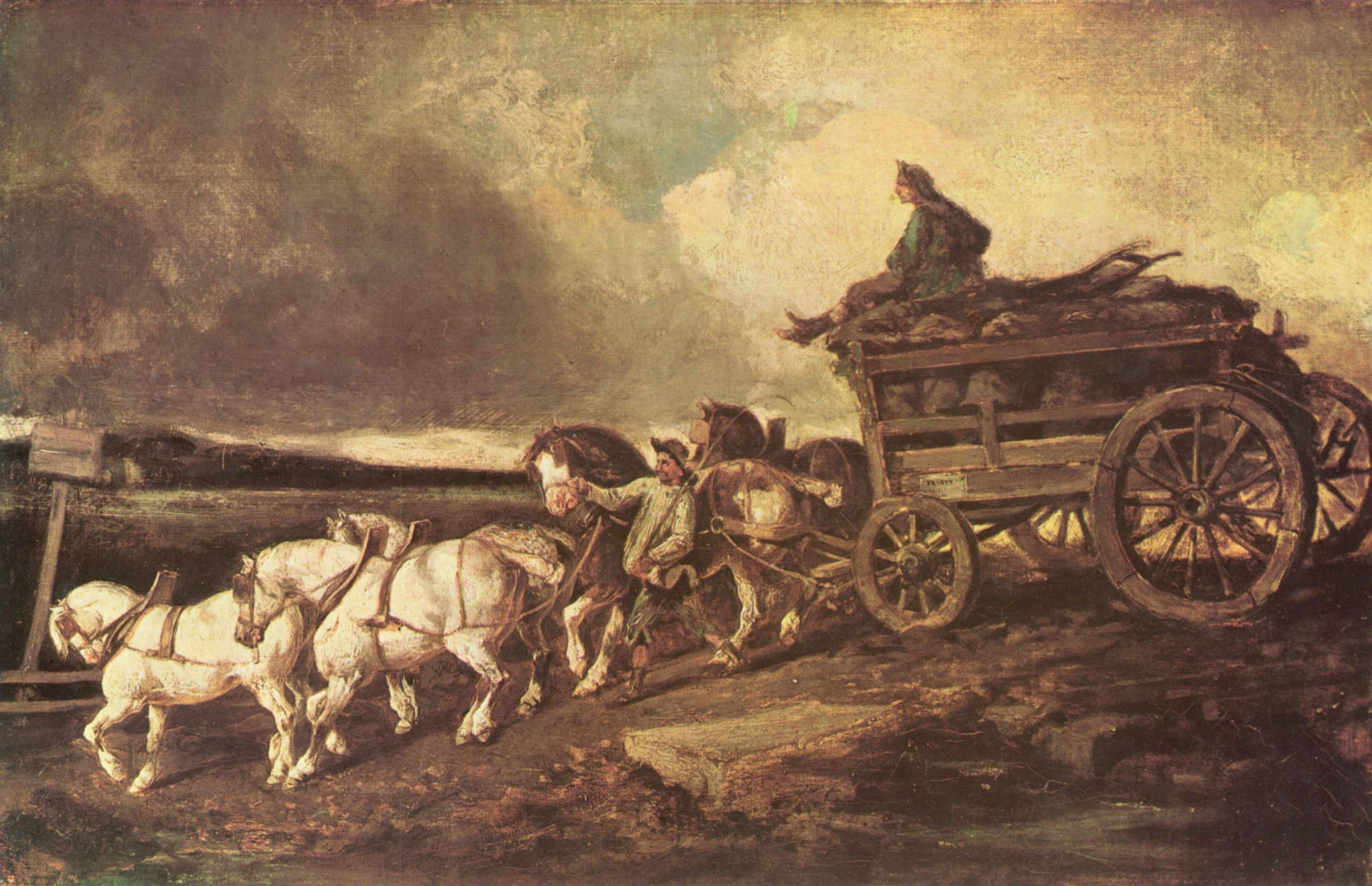
Théodore Géricault, 1821-1822
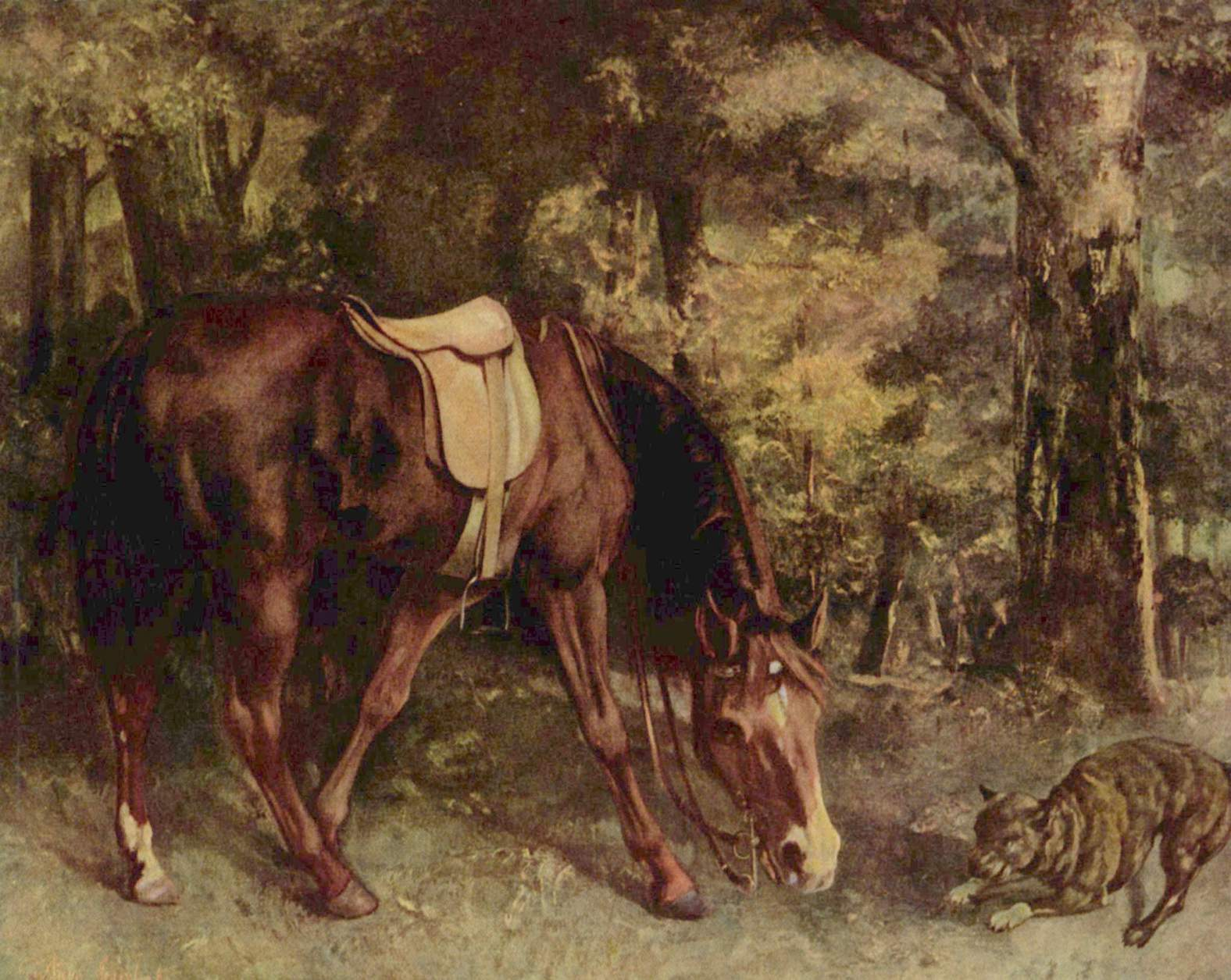
Gustave Courbet, 1863
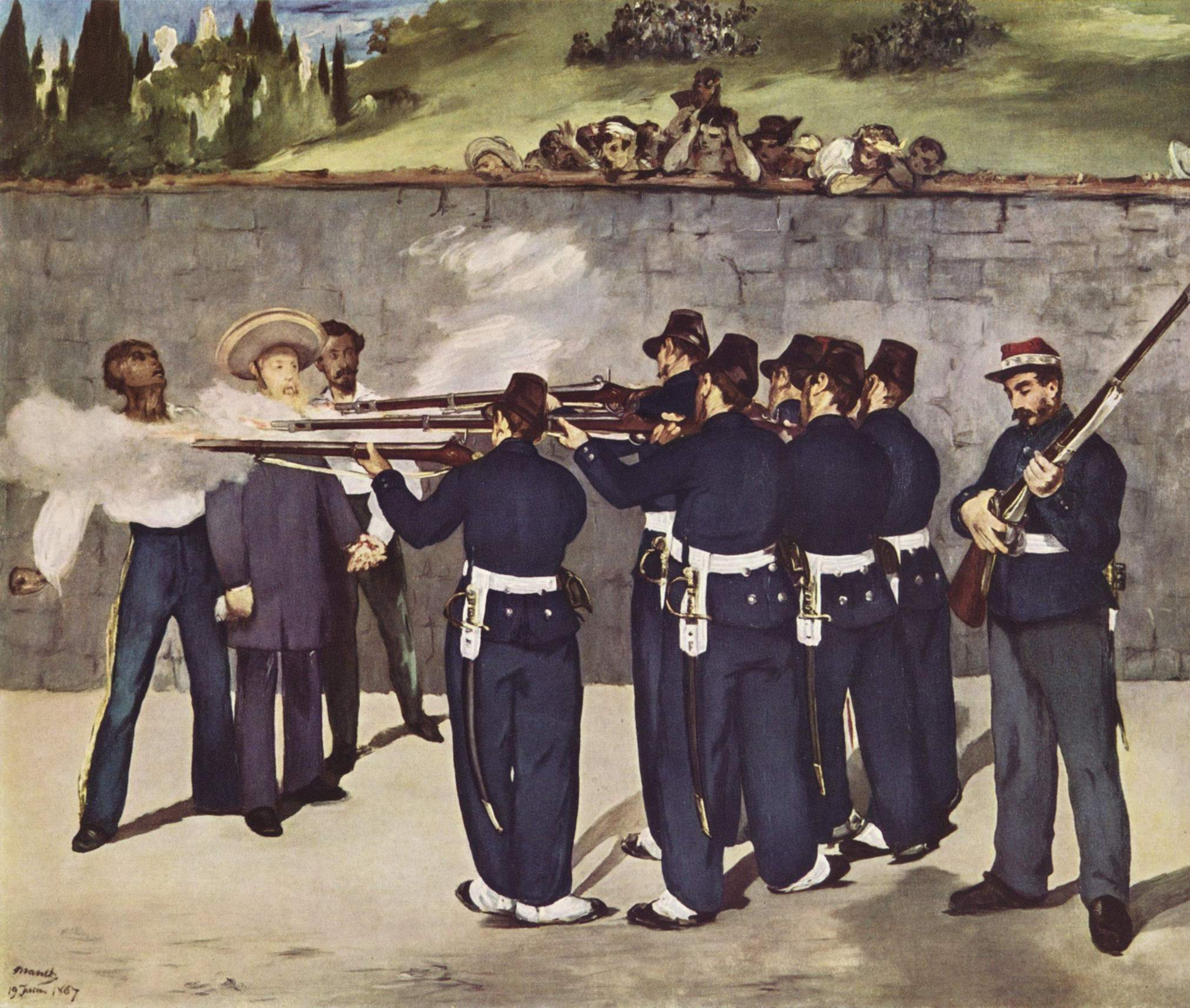
Édouard Manet, Arkebuseringen av kejsar Maximilian, 1868-1869
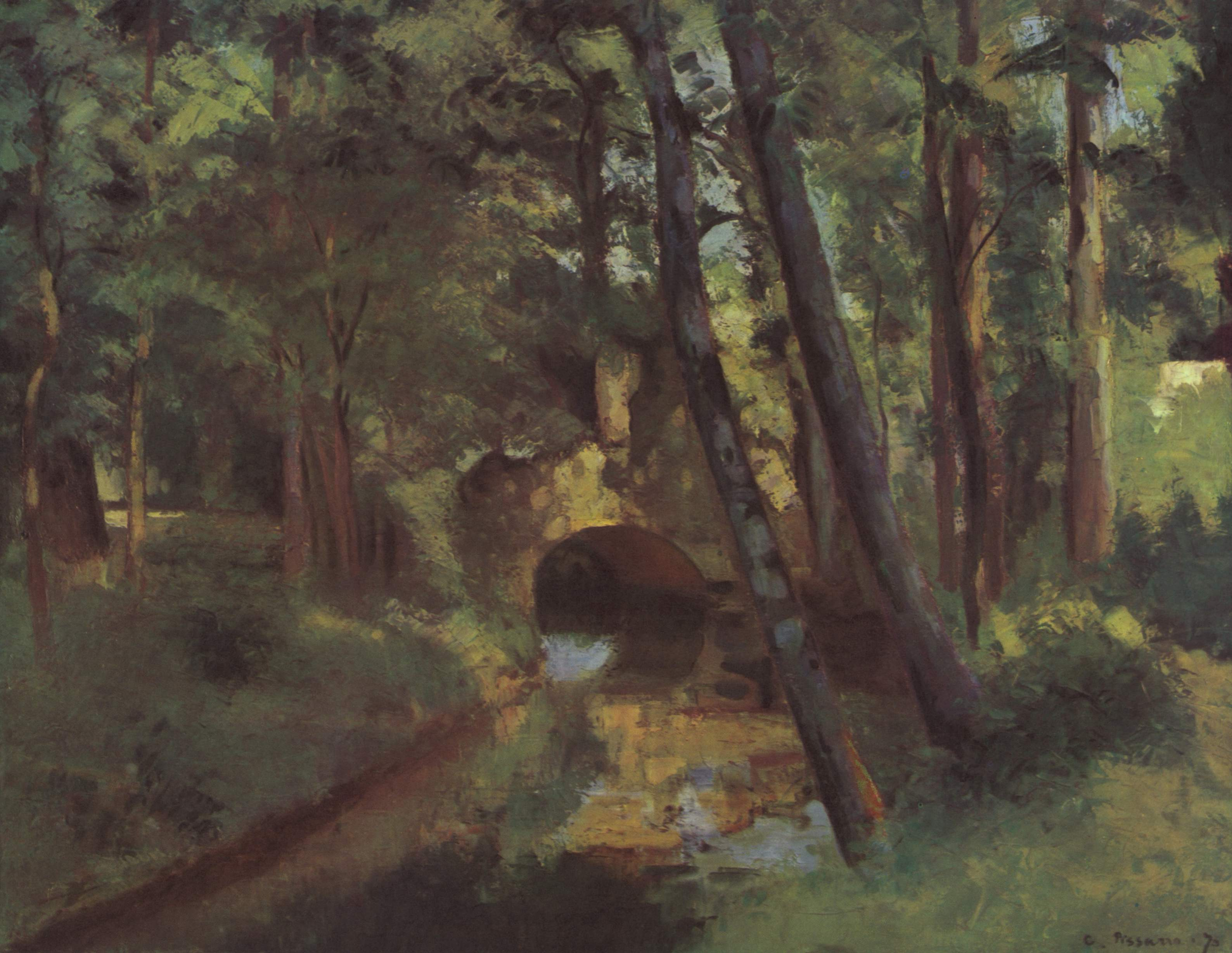
Camille Pissarro, 1875
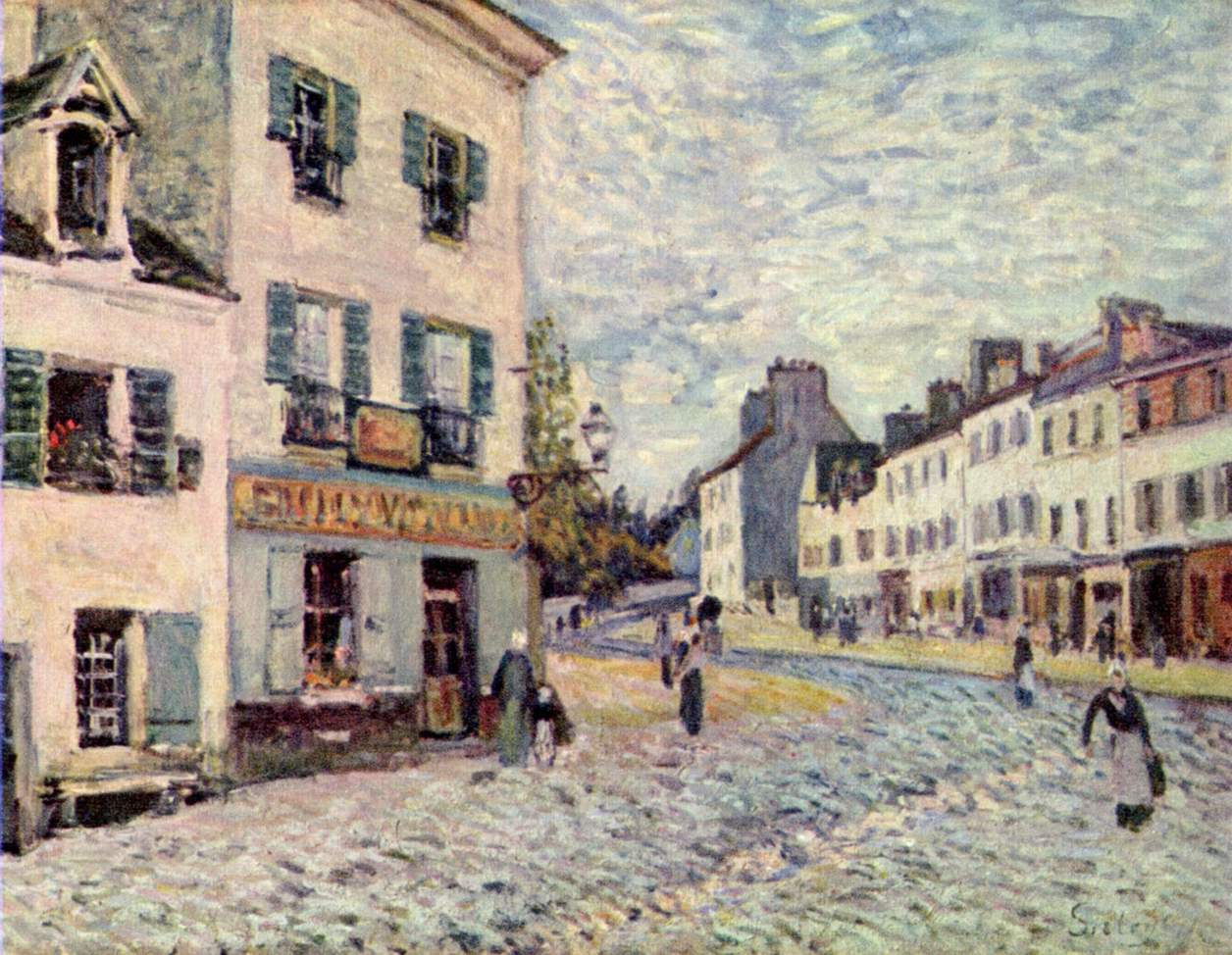
Alfred Sisley, Gata i Marly, 1876
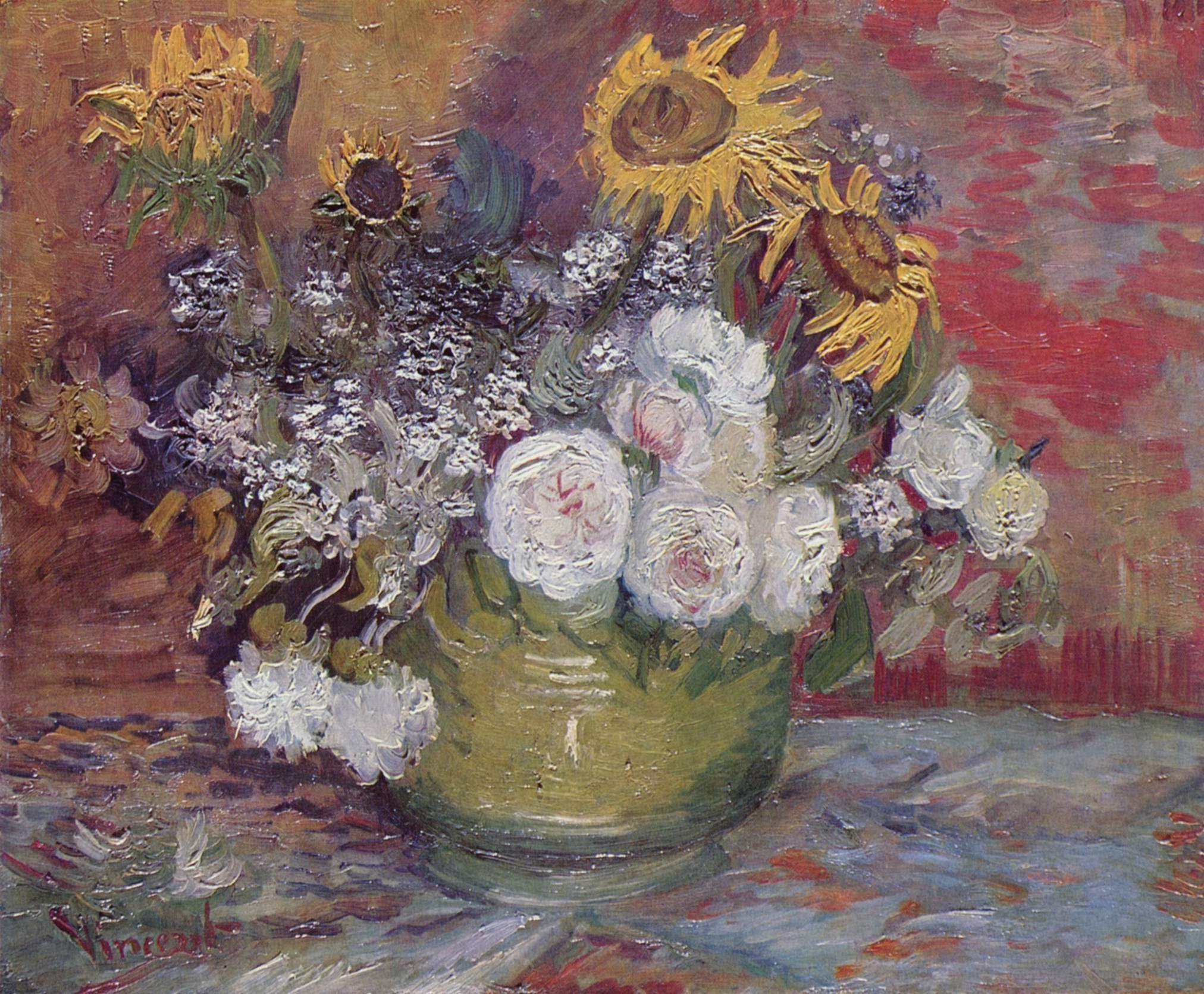
Vincent van Gogh, Rosor och solrosor, 1886
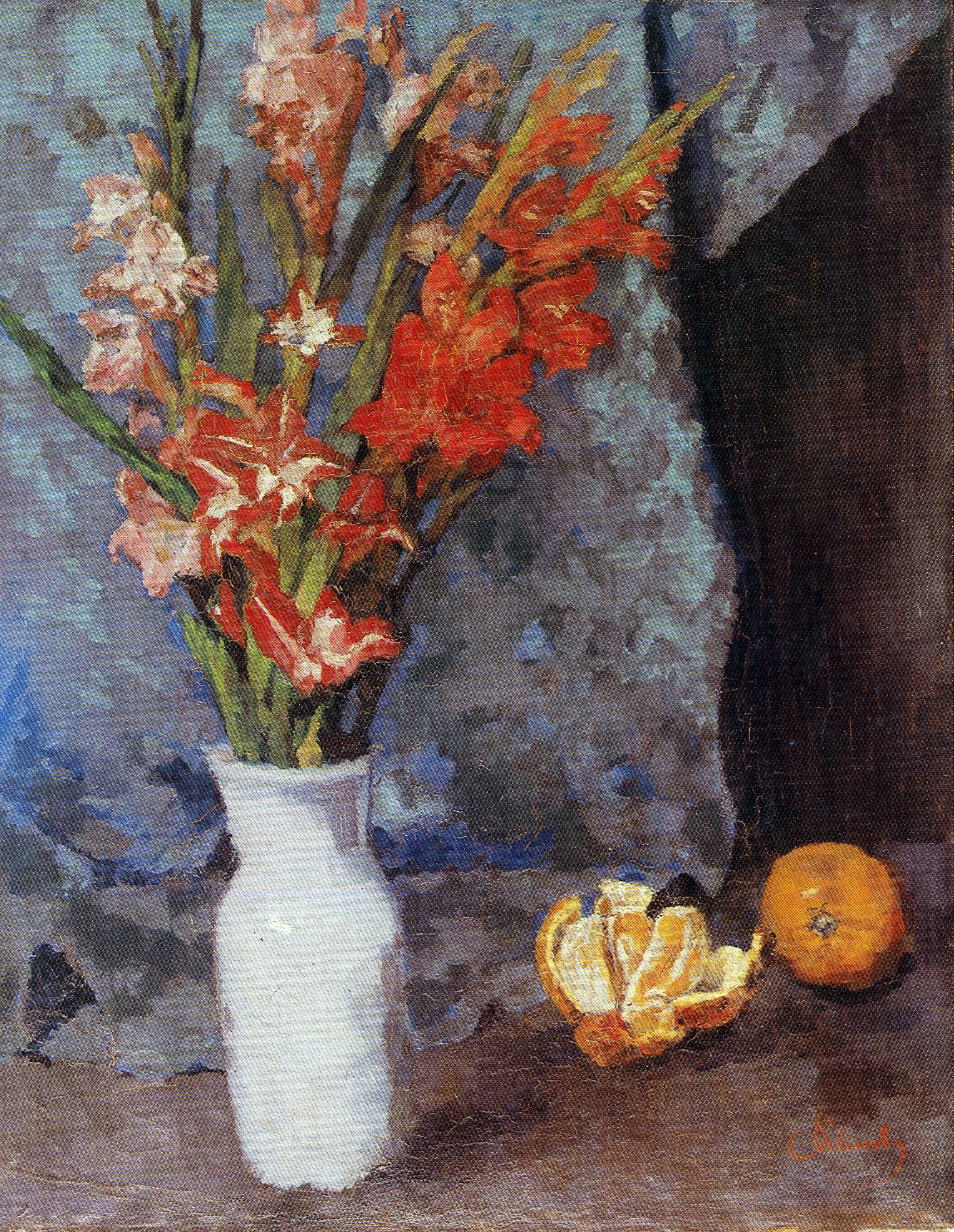
Carl Schuch, omkring 1890
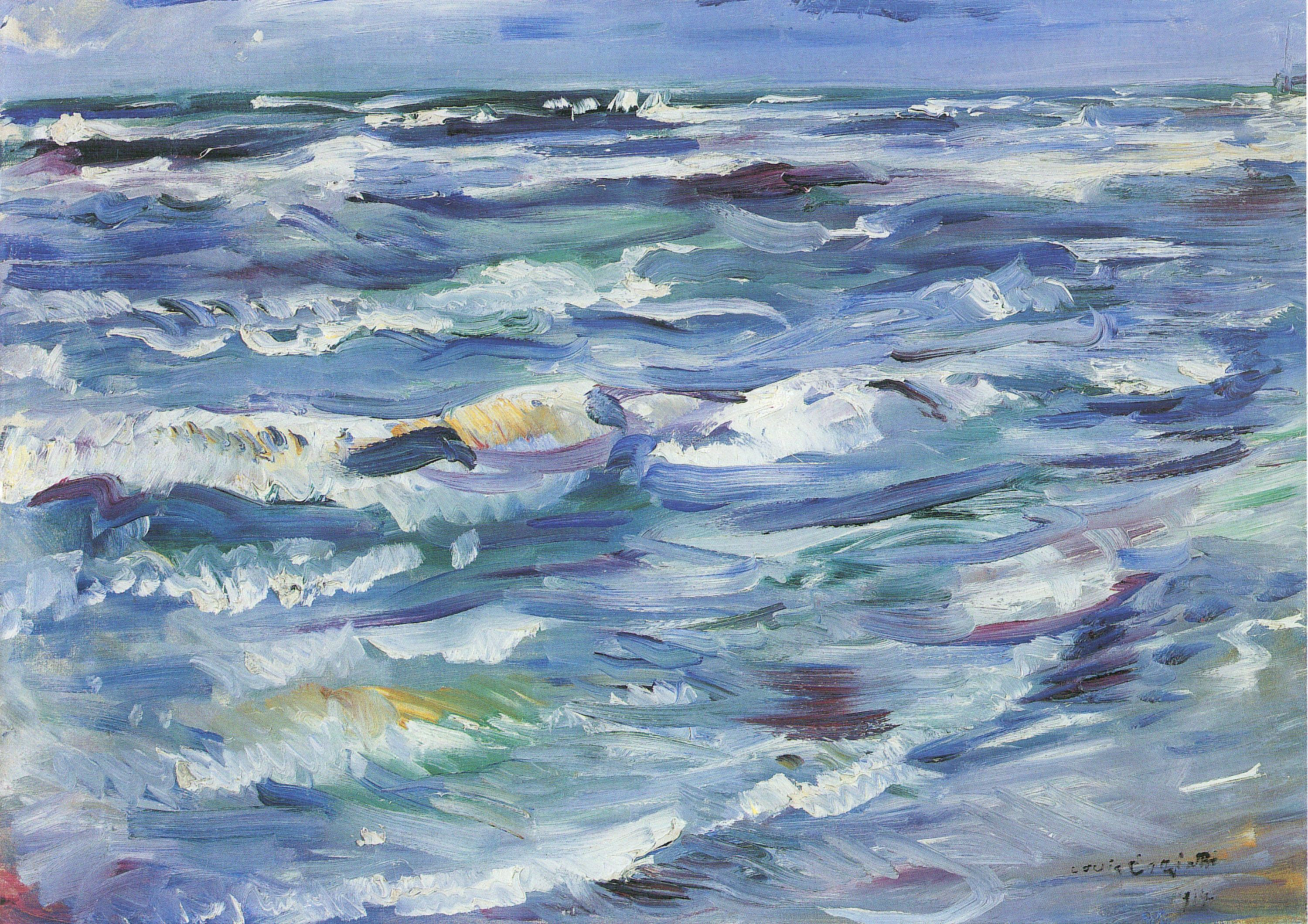
Lovis Corinth, Havet vid La Spezia, 1914